# Theodor Fontane
Theodor Fontane (Neuruppin, 30 de dezembro de 1819 — Berlim, 20 de setembro 1898) foi um escritor alemão, considerado por muitos o mais importante do realismo alemão.
Nascido numa família de origem huguenote, tornou-se, seguindo os passos do pai, farmacêutico aos dezesseis anos de idade. Trabalhou apenas por dois anos, abandonando a profissão para dedicar-se exclusivamente à escrita. Foi correspondente do Preussische Zeitung e crítico literário. Escreveu poemas, livros de viagens e romances nos quais gradualmente se afastou do modelo do Bildungsroman para compor obra mais realista, da qual se destaca Effie Briest (1896). Thomas Mann disse dessa obra que "se tivesse que deixar apenas um livro na sua biblioteca, seria Effie Briest.
Fontane é considerado um dos monumentos da literatura em língua alemã.

## Obras
- Geschwisterliebe, 1839
- Zwei Post-Stationen, 1845
- James Monmouth , 1854
- Tuch und Locke, 1854
- Goldene Hochzeit, 1854
- Ein Sommer in London, 1854
- Vor dem Sturm, 1878 (Full text, Alemão) (translated as Before the Storm)
- Grete Minde, 1880
- Wanderungen durch die Mark Brandenburg, 1880
- Ellernklipp, 1881
- L'Adultera, 1882
- Schach von Wuthenow, 1882
- Graf Petöfy, 1884
- Unterm Birnbaum, 1885
- Cécile, 1887
- Irrungen, Wirrungen 1888
- Stine , 1890
- Quitt, 1891
- Unwiederbringlich, 1891
- Frau Jenny Treibel, 1892
- Meine Kinderjahre, 1894
- Effi Briest, 1894–95
- Die Poggenpuhls, 1896
- Der Stechlin, 1898
- Mathilde Möhring, 1906